# Поспєлова Світлана Михайлівна
Світлана Михайлівна Поспєлова (рос. Светлана Михайловна Поспелова; нар. 24 грудня 1979) — російська легкоатлетка, яка спеціалізувалася на бігу на короткі дистанції.
На внутрішніх змаганнях в Росії представляла Санкт-Петербург.

## Спортивні досягнення
Учасниця олімпійських змагань з бігу на 400 метрів (2000).
Чемпіонка світу з естафетного бігу 4×400 метрів (2005). Срібна призерка чемпіонату світу з естафетного бігу 4×400 метрів (2003, виступала в попередньому забігу). Двічі брала участь у фінальних забігах на 400 метрів на чемпіонатах світу — 4-е місце у 2005 та 8-е місце у 2003.
Була 3-ю на Кубку світу з естафетного бігу 4×400 метрів (2006).
Срібна призерка чемпіонату світу серед юніорів з естафетного бігу 4×400 метрів (1998).
Чемпіонка Європи з естафетного бігу 4×400 метрів (2006). Фіналістка (7-е місце) чемпіонату Європи з бігу на 400 метрів (2006).
Чемпіонка Європи в приміщенні з бігу на 400 метрів (2003, 2005) та естафетного бігу 4×400 метрів (2003, 2005).
Чемпіонка Європи серед молоді з естафетного бігу 4×400 метрів (1999).
Перемагала на Кубках Європи у бігу на 400 метрів (2000, 2003, 2006) та в естафетному бігу 4×400 метрів (2003).
Чемпіонка Росії з бігу на 200 метрів (2000) та 400 метрів (2005, 2006).
Чемпіонка Росії в приміщенні з бігу на 400 метрів (2005) та 4×200 метрів (2012).

## Допінг
У 2000 році була дискваліфікована на 2 роки за порушення антидопінгових правил через виявлення в організмі спортсменки забороненої речовини (станозололу).